# Mielograma

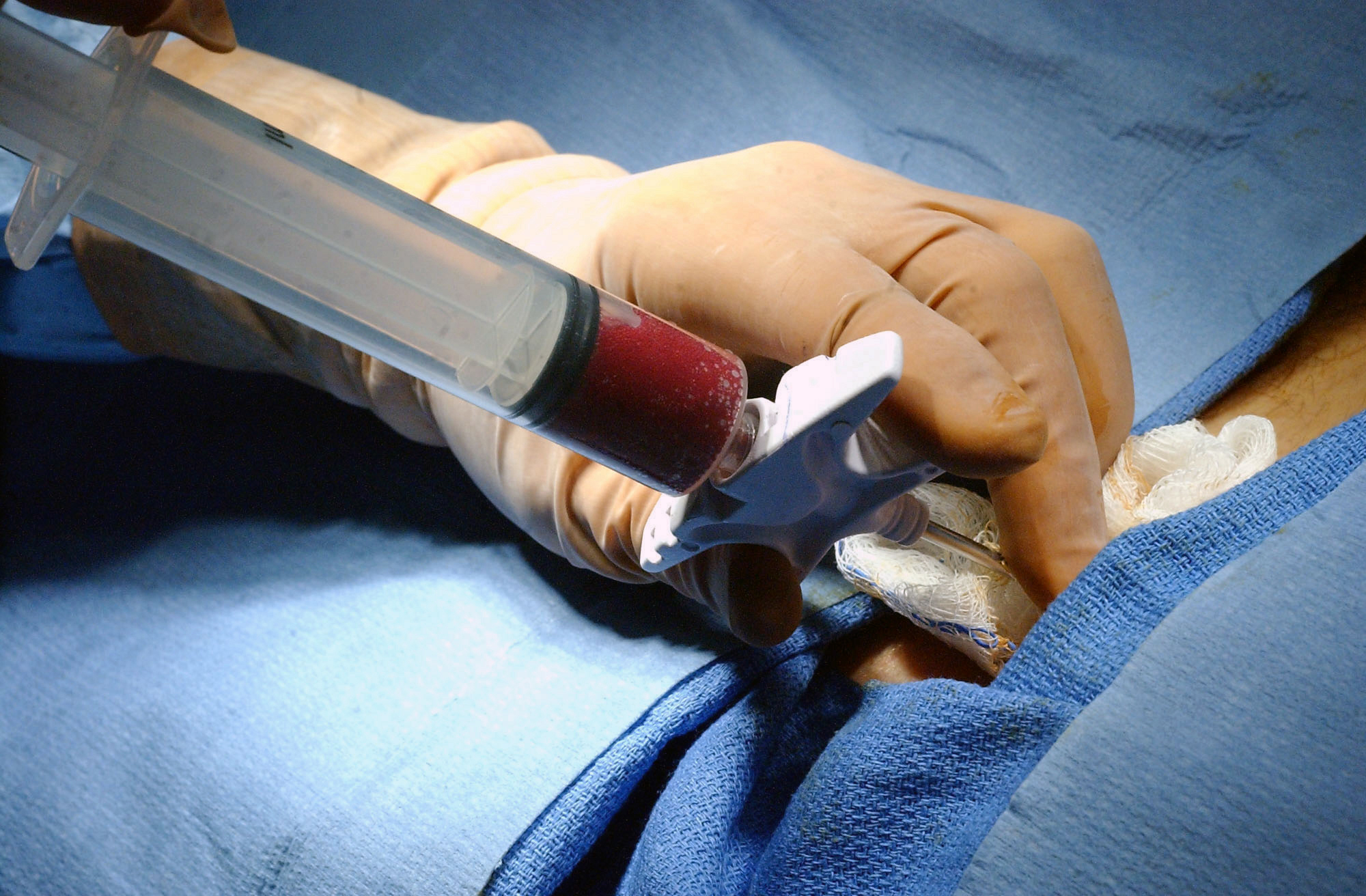
Aspiração de medula óssea.

O mielograma é um dos exames para avaliação da medula óssea. Como a medula óssea está localizada anatomicamente no interior dos ossos, o mielograma é realizado através de uma punção óssea, seguida de aspiração, sendo realizada sob anestesia local (pode-se também usar sedação e/ou analgesia sistêmica). Os ossos mais abordados são o ilíaco, o esterno e a tíbia (este último em crianças). Outro exame que complementa a avaliação da medula óssea é a biópsia de medula (BMO), realizada através de técnica semelhante. Entretanto, a BMO é contraindicada no esterno, sendo o local preferencial a crista ilíaca posterior, localizada na pelve.

## Avaliação
O mielograma tem a finalidade de estudar qualitativa e quantitativamente as células germinativas sanguíneas (células hematopoiéticas). Tal estudo mostra, direta ou indiretamente, como se comporta a geração das hemácias, plaquetas e leucócitos, podendo ser exame diagnóstico em determinados tipos de neoplasias (leucemias), displasias (síndrome mielodisplásica, por exemplo) ou aplasias sanguíneas, onde encontramos pancitopenia.